# Xenomeris eucalypti
Xenomeris eucalypti är en svampart som beskrevs av Syd. 1930. Xenomeris eucalypti ingår i släktet Xenomeris, ordningen Capnodiales, klassen Dothideomycetes, divisionen sporsäcksvampar och riket svampar.   Inga underarter finns listade i Catalogue of Life.